# اشلی گری

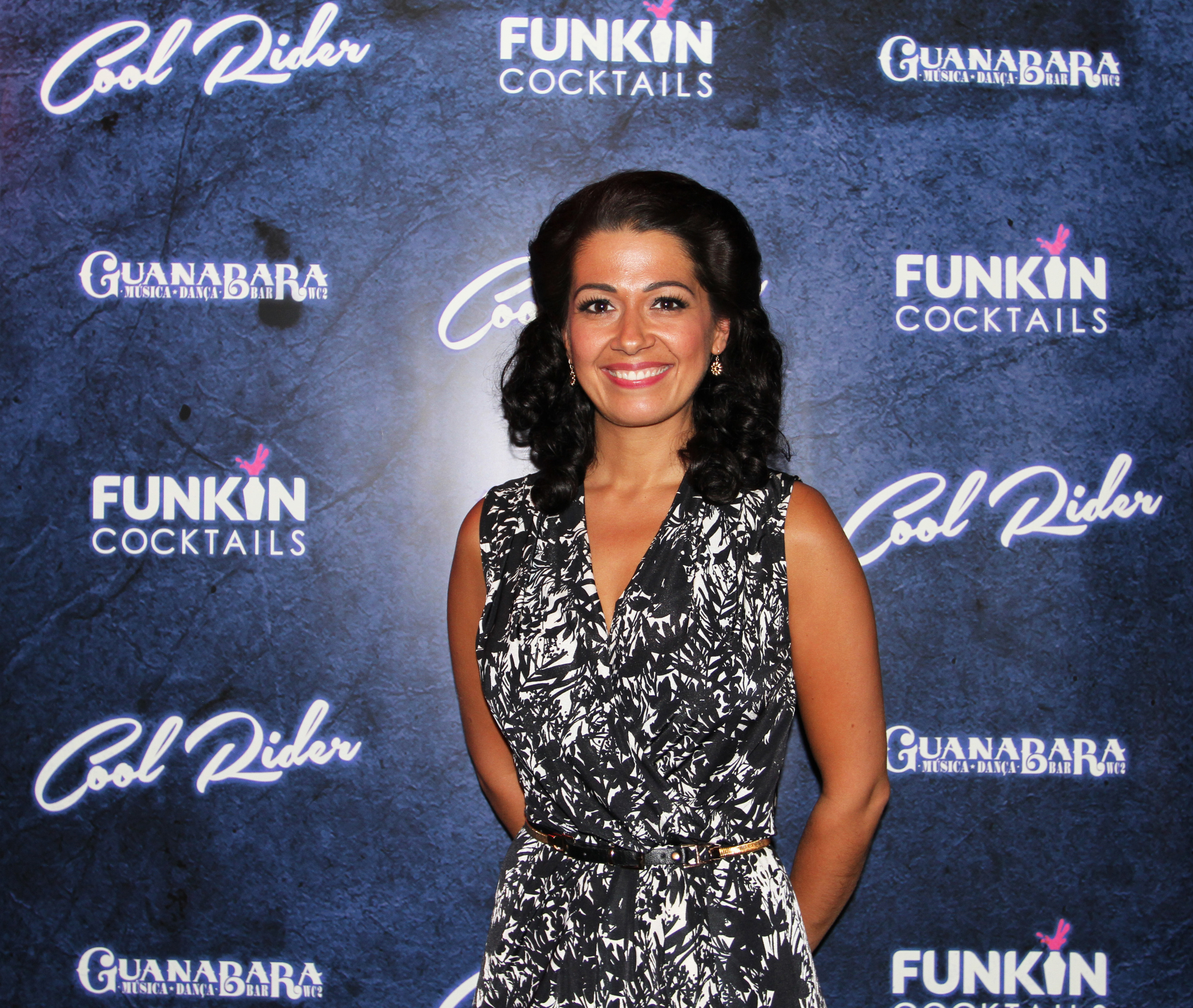
اشلی گری در جشن راه اندازی آلبوم Cool Rider 2015

اشلی گری یک هنرپیشه اسکاتلندی و مجری تئاتر موزیکال است که بیشتر برای بازی در الفابا در تولیدات تور شرور در لندن و بریتانیا و ایرلند شناخته شده است.
گری در فایف، اسکاتلند به دنیا آمد و در دبیرستان جامعه نیوبتل در دالکیث تحصیل کرد. در سال ۲۰۰۳ از مدرسه بازیگری گیلدفورد فارغ‌التحصیل شد و در آنجا جایزه مارگارت ویل برای آواز و جایزه مدیران تئاتر موسیقی را دریافت کرد.

## موزیکال
| سال        | موسیقی                               | نقش                              | مکان                                                                 |
| ---------- | ------------------------------------ | -------------------------------- | -------------------------------------------------------------------- |
| ۲۰۰۴       | تابو، موزیکال پسر جورج               | کیم                              | مکان‌های مختلف                                                        |
| ۲۰۰۶       | موسیقی                               | مدیر                             | تئاتر طبل                                                            |
| ۲۰۰۶       | گریس، تور انگلستان                   | خانم لینچ اولین Cover رززو و جان | مکان‌های مختلف                                                        |
| ۲۰۰۷       | افسانه‌ها و ترانه‌ها                   | ایمیلی                           | استر گیرنده / تئاتر فینبورو                                          |
| ۲۰۰۷–۲۰۰۸  | شرارت                                | فاننی / اولین پوشش " الفابا "    | تئاتر آپولو ویکتوریا                                                 |
| ۲۰۰۸–۲۰۱۰  | شرارت                                | "الفاباً آماده                    | تئاتر آپولو ویکتوریا                                                 |
| ۲۰۱۰       | رابین هود                            | خدمتکار ماریون                   | تئاتر قلعه ویلینگبور                                                 |
| ۲۰۱۱       | -بِتِوِکس!                              | میراندا                          | استودیو ترافالگار ۲                                                  |
| ۲۰۱۱       | مادر گوز                             | جادوگر شرور                      | آکسفورد پلی هاؤس                                                     |
| ۲۰۱۲       | بعد از نوبت                          | آماندا                           | تئاتر حیاط                                                           |
| ۲۰۱۲       | من یه رؤیا دیدم                      | لورین کامبل                      | تئاتر شاهانه                                                         |
| ۲۰۱۲–۲۰۱۳  | جک و لوبیا (پانتو)                   | فایر فلی                         | آیدیتورای کلاید گلاسکو SECC                                          |
| ۲۰۱۳       | باغ راز، تور انگلستان                | مارتا                            | مکان‌های مختلف                                                        |
| ۲۰۱۳, ۲۰۱۴ | شرارت                                | "الفاباً آماده                    | تئاتر آپولو ویکتوریا                                                 |
| ۲۰۱۳–۲۰۱۴  | دیک مک ویتینگتون (پانتو)             | نورورا - روح نورهای شمالی        | آیدیتورای کلاید گلاسکو SECC                                          |
| ۲۰۱۴       | وان وینکل (از صفحه تا صحنه نمایشگاه) | واندا                            | تئاتر لاندور                                                         |
| ۲۰۱۴       | رانندهٔ جالب زنده                     | استفانی زینون                    | تئاتر لیریک و تئاتر دوچس                                             |
| ۲۰۱۴–۲۰۱۵  | شرارت                                | الفابا                           | تور انگلستان و ایرلند                                                |
| ۲۰۱۵–۲۰۱۶  | دیک ویتینگتون (پانتو)                | روح زنگ‌ها                        | تئاتر دارتفورد                                                       |
| ۲۰۱۶       | خاموش (تفکر خواندن)                  | آماندا                           | تئاتر آیریس                                                          |
| ۲۰۱۶       | باطل                                 | کتی                              | استودیو ترافالگار ۲                                                  |
| ۲۰۱۶–۲۰۱۸  | رابین هود (پانتو)                    | روح شروود                        | تئاتر مایفلور ساؤتهمپتون (۲۰۱۶) و تئاتر ویکتوریا جدید، ووکینگ (۲۰۱۷) |
| ۲۰۱۸       | شرکت                                 | ایمی                             | مرکز هنرهای آبردین                                                   |
| ۲۰۱۸–۲۰۱۹  | تولد! موزیکال                        | جنیفر لور                        | تور آپولو، لندن و انگلستان                                           |